# College World Series
De College World Series (CWS), officieel de NCAA Men's College World Series (MCWS) is een jaarlijks terugkerend toernooi dat wordt gehouden in Omaha, Nebraska. Het toernooi is onderdeel van het NCAA Division I Baseball Tournament en is de afsluiting van het college honkbalseizoen. De acht teams die zich voor het toernooi kwalificeren spelen voor het nationaal kampioenschap. Het toernooi wordt gespeeld in Charles Schwab Field, dat van 2011 tot en met 2021 TD Ameritrade Park heette. Daarvoor werd het toernooi gespeeld in Johnny Rosenblatt Stadium, ook in Omaha.

## Opzet
Na de Regionals en de Super Regionals, de eerdere rondes in het NCAA Division I Baseball Tournament waarin het veld wordt teruggebracht van 64 naar acht teams, spelen de acht teams in twee dubbele eliminatiepoules van ieder vier teams. Dit houdt in dat een team dat wordt geëlimineerd altijd twee wedstrijden heeft verloren. De winnaars van de poules spelen in de finaleronde in een best-of-three reeks om het nationale kampioenschap.

## Finales
| Jaar | Kampioen                                                | Coach                                                   | Uitslag                                                 | Tegenstander                                            | Most Outstanding Player                                 |
| ---- | ------------------------------------------------------- | ------------------------------------------------------- | ------------------------------------------------------- | ------------------------------------------------------- | ------------------------------------------------------- |
| 2010 | South Carolina                                          | Ray Tanner                                              | 7-1, 2-1                                                | UCLA                                                    | Jackie Bradley Jr., South Carolina                      |
| 2011 | South Carolina                                          | Ray Tanner                                              | 2-1, 5-2                                                | Florida                                                 | Scott Wingo, South Carolina                             |
| 2012 | Arizona                                                 | Andy Lopez                                              | 5-1, 4-1                                                | South Carolina                                          | Rob Refsnyder, Arizona                                  |
| 2013 | UCLA                                                    | John Savage                                             | 3-1, 8-0                                                | Mississippi State                                       | Adam Plutko, UCLA                                       |
| 2014 | Vanderbilt                                              | Tim Corbin                                              | 9-8, 2-7, 3-2                                           | Virginia                                                | Dansby Swanson, Vanderbilt                              |
| 2015 | Virginia                                                | Brian O'Connor                                          | 1-5, 3-0, 4-2                                           | Vanderbilt                                              | Josh Sborz, Virginia                                    |
| 2016 | Coastal Carolina                                        | Gary Gilmore                                            | 0-3, 5-4, 4-3                                           | Arizona                                                 | Andrew Beckwith, Coastal Carolina                       |
| 2017 | Florida                                                 | Kevin O'Sullivan                                        | 4-3, 6-1                                                | LSU                                                     | Alex Faedo, Florida                                     |
| 2018 | Oregon State                                            | Pat Casey                                               | 1-4, 5-3, 5-0                                           | Arkansas                                                | Adley Rutschman, Oregon State                           |
| 2019 | Vanderbilt                                              | Tim Corbin                                              | 4-7, 4-1, 8-2                                           | Michigan                                                | Kumar Rocker, Vanderbilt                                |
| 2020 | Seizoen geannuleerd in verband met de COVID-19 pandemie | Seizoen geannuleerd in verband met de COVID-19 pandemie | Seizoen geannuleerd in verband met de COVID-19 pandemie | Seizoen geannuleerd in verband met de COVID-19 pandemie | Seizoen geannuleerd in verband met de COVID-19 pandemie |
| 2021 | Mississippi State                                       | Chris Lemonis                                           | 2-8, 13-2, 9-0                                          | Vanderbilt                                              | Will Bednar, Mississippi State                          |
| 2022 | Ole Miss                                                | Mike Bianco                                             | 10-3, 4-2                                               | Oklahoma                                                | Dylan DeLucia, Ole Miss                                 |
| 2023 | LSU                                                     | Jay Johnson                                             | 4-3, 4-24, 18-4                                         | Florida                                                 | Paul Skenes, LSU                                        |
| 2024 | Tennessee                                               | Tony Vitello                                            | 5-9, 4-1, 6-5                                           | Texas A&M                                               | Dylan Dreiling, Tennessee                               |
| 2025 | LSU                                                     | Jay Johnson                                             | 1-0, 5-3                                                | Coastal Carolina                                        | Kade Anderson, LSU                                      |